# 冷沙
冷沙市（爪哇文：لڠسا），印度尼西亞亞齊特別行政區城市，位於該國西北部蘇門答臘島北部，距離班達亞齊約400公里，面積262.41平方公里，2000年人口117,256，人口密度為每平方公里450人。

## 外部連結
- 官方网站